# Runnin’ for the Red Light (I Gotta Life)
Runnin’ for the Red Light (I Gotta Life) – trzeci singiel Meat Loafa z albumu „Welcome to the Neighborhood” (1995). Piosenka została napisana przez Harry’ego Vanda, George’a Younga, Patti Russo, Meat Loafa i Sarah Durkee.
Do piosenki tej nie został nakręcony teledysk.

## Lista utworów

### CD maxi single
- Runnin’ for the Red Light (I Gotta Life)
- Life Is a Lemon (And I Want My Money Back)
- Amnesty Is Granted
- Dead Ringer for Love

### 12"picture disc
- Runnin’ for the Red Light (I Gotta Life)
- Life Is a Lemon (And I Want My Money Back)
- Midnight at the Lost and Found
- Dead Ringer for Love